# Berchum

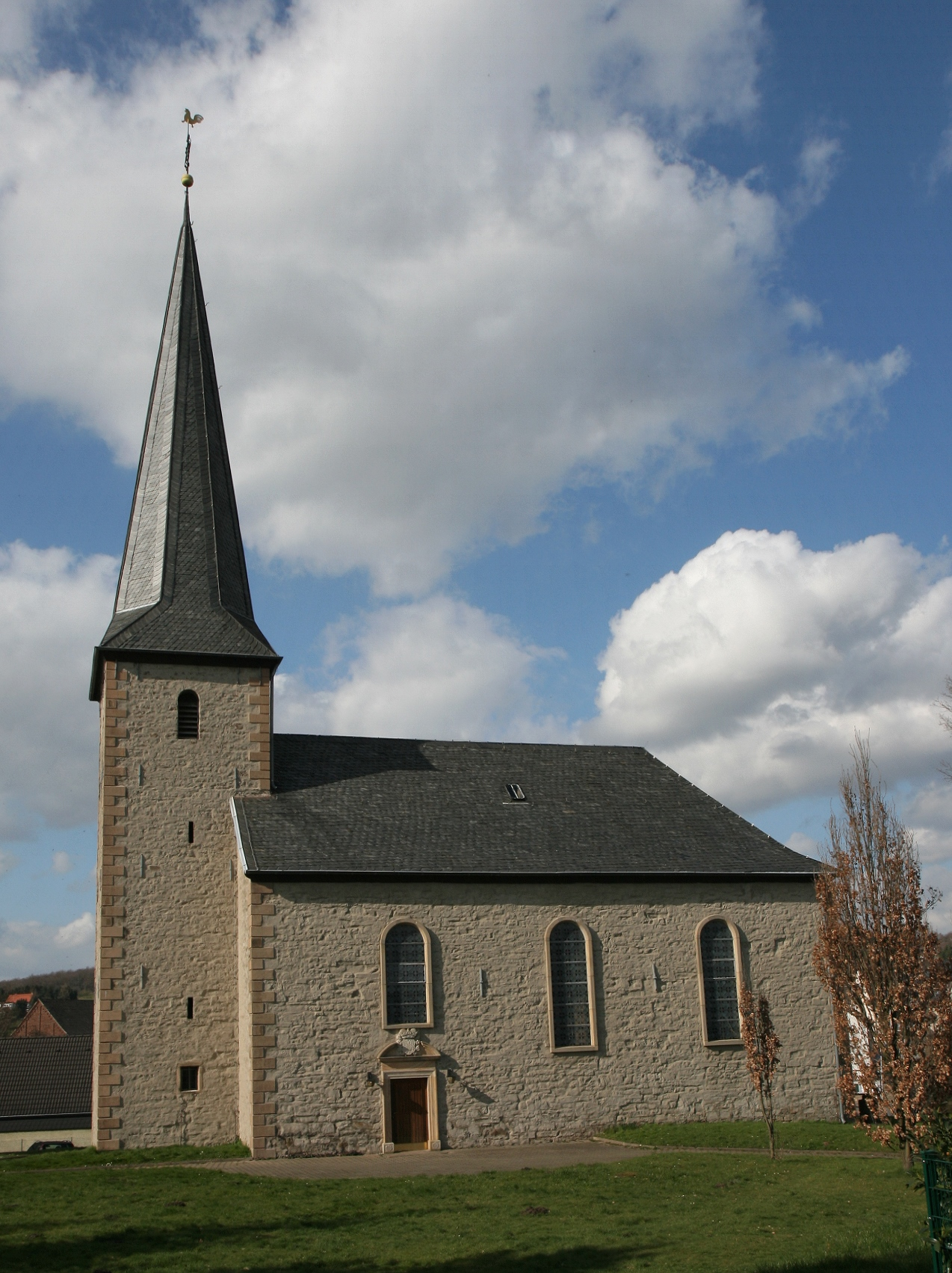
Evangelische Kirche (2008)

Berchum ist ein Stadtteil der kreisfreien Großstadt Hagen in Nordrhein-Westfalen.

## Geografie
Das erhöht liegende Berchum grenzt südwestlich an die im Tal fließende Lenne. Im Westen führt die Bundesautobahn 45 vorbei und nordwestlich liegt der Stadtteil Garenfeld. Im Norden reicht Berchum mit seinem Ortsteil Tiefendorf bis an die Stadtgrenze von Schwerte und Iserlohn. Im Südosten liegen die Elseyer Ortsteile Reh und Henkhausen. Umgeben sind Berchum und Tiefendorf von dem großen Landschaftsschutzgebiet Berchumer Heide, Reher Heide. Der Wannebach fließt durch dieses Schutzgebiet und durchfließt dabei die Naturschutzgebiete Oberes Wannebachtal und Unteres Wannebachtal. In Unterberchum liegt das Naturschutzgebiet Lenneaue Berchum. Die höchste Erhebung in Berchum ist der 229 m hohe Rehberg.

## Geschichte
Im Mittelalter und in der frühen Neuzeit war das Kirchspiel Berchum eine Bauerschaft in der Grafschaft Limburg. Erstmals wurde hier urkundlich 1243
das niederadelige Rittergeschlecht der Herren von Berchem (auch: von Berghem) erwähnt. Ihre kleine Burganlage befindet sich als Ruine am Rand des heutigen Ortsteils. Außer den Limburger Lehen gab es im 14. und 15. Jahrhundert in Berchum auch Lehnsbesitz der Herren von Volmestein. Die in Fachkreisen umstrittene, von zwei Hobby-Historikern behauptete, von anderen Historikern nicht widerlegte vermeintliche Ersterwähnung des Dorfes Berchum war angeblich 1169 in einer Urkunde des Erzbischofs von Köln. Im Text in der nur in zwei Abschriften aus dem späten 18. Jahrhundert überlieferten Urkunde bleiben die genannten Orte aber unklar, war Bercheim Berchum oder Bergheim, war Siberg Syburg oder Siegburg? Die in der Urkunde erwähnte Dortmunder Währung lässt nach Ansicht der Hobby-Historiker aber "stark vermuten", dass es sich in der Urkunde von 1169 um Berchum und Syburg handelt. Tatsächlich waren die als stabil geltende Dortmunder Währung weit verbreitet und eine der geschätzten Münzprägungen im Reich. Ein noch stärkerer Beleg gegen die Annahme einer Ersterwähnung Berchums 1169 ist aber, dass im Jahr 1169 in Bergheim/Sieg bereits eine Kirche mit einem Pfarrer existierte, während Berchum weder über eine Kirche noch über einen Pfarrer verfügte.
Im Westfälischen Ortsnamenbuch, im Auftrag der Akademie der Wissenschaften zu Göttingen, wird die Erstnennung von Bercheim im Jahre 1169 übernommen. Darin umschreibt Jellinghaus den Ortsnamen mit „Heim auf dem Berge“, Flöer dagegen umschreibt den Ortsnamen wegen des an der Lenne hin abfallenden Höhenrückens, als „Siedlung am Berg“.
Die evangelisch-reformierte Kirche in Berchum wurde 1730/31 am Ort der im 12./13. Jahrhundert belegten, unter Verwendung der alten Fundamente der wegen Baufälligkeit abgerissenen St. Nikolaus-Kapelle erbaut. Am 24. Juli 1731 weihte der seit 1729 amtierende Pfarrer Peter op den Winkel (* 1709, † 1777) das Gotteshaus im Beisein des Landesherrn Graf Moritz Casimir I. von Bentheim-Tecklenburg. Die Orgel der Berchumer Kirche, einer kleinen Barockkirche, verfügt über einen barocken Prospekt von 1732, einen der seltenen historischen Spiegelprospekte mit teilweise hängenden Pfeifen. Die älteste Nachricht von der Existenz eines Pfarrers in Berchum stammt von 1318. Die Namen der Berchumer Pfarrer aus der Zeit vor der Reformation sind unbekannt. Lediglich zwei Namen können nachgewiesen werden; Diederich Kage (1452) und Johannes Lewe (1499). Politisch gehörte Berchum ununterbrochen bis 1806 zur Grafschaft Limburg. Bis heute üben die Fürsten von Bentheim-Tecklenburg-Rheda Patronatsrechte in der Berchumer Kirchengemeinde aus.

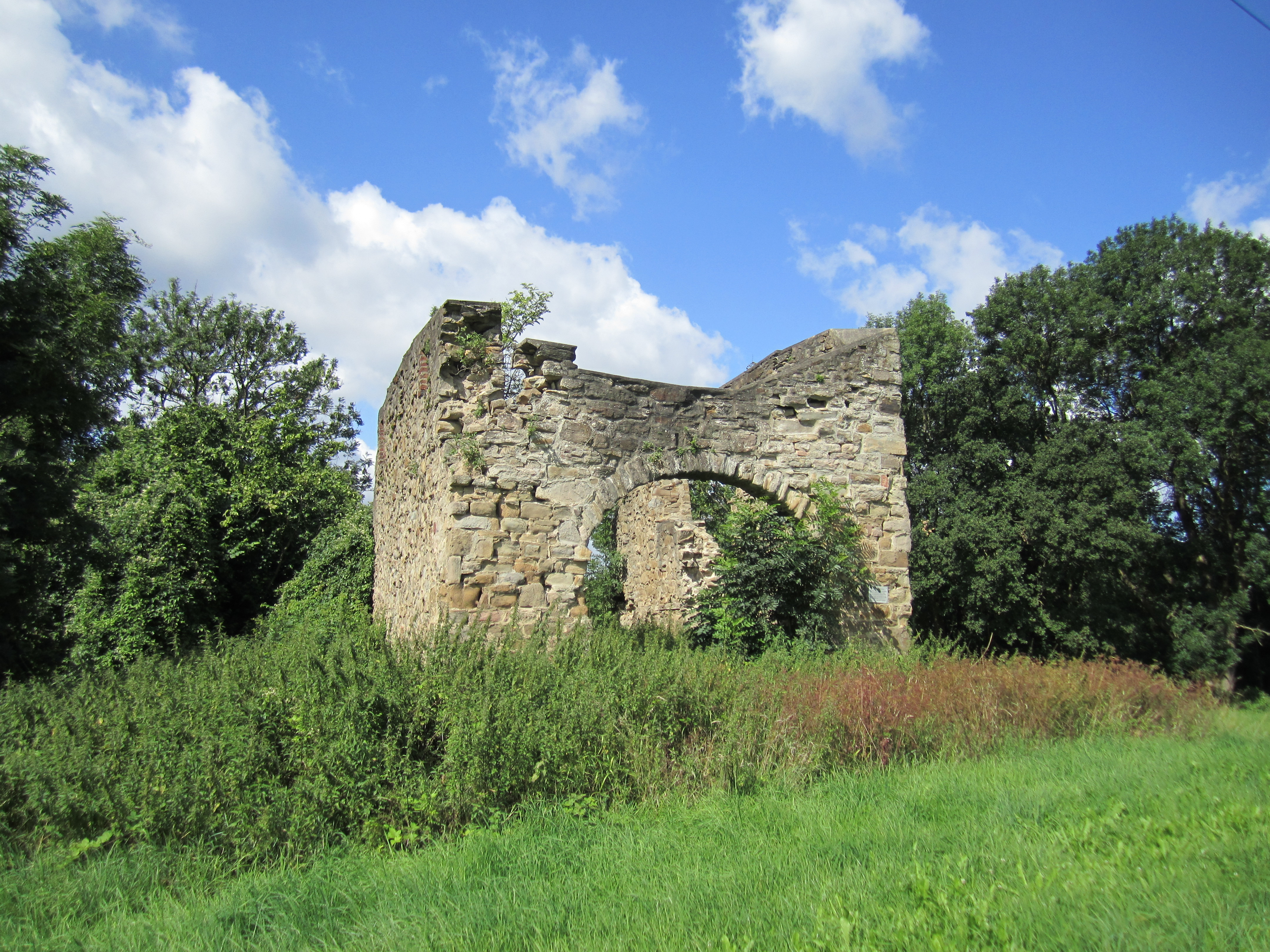
Ruine Haus Berchum (2015)

Von einer Schule in Berchum wird schon in einem Visitationsbericht von 1620 berichtet. Im Jahr 1621 kam die Hälfte des Gutes Tiefendorf durch Verpfändung an das Kloster Elsey. Eine Feuerspritze gab es in Berchum ab 1777. Im Jahr 1793 kaufte das Damenstift Elsey Haus Berchum und bekam dadurch eine Stimme im Landtag der Grafschaft Limburg.
Größere Bauernhöfe in Berchum und Tiefendorf waren: Hof Bovensmann, Hof Borgmann, Hof Brenne, Hof Dieckmann, Hof Einhaus, Hof Schulte-Rasche und Hof Ostheide-Silbersiepe.
Von den 222 Einwohnern in Berchum und 64 in Tiefendorf waren im Jahre 1796 bei 53 Haushaltungen noch die Hälfte Bauern- bzw. Kötterfamilien. Ab 1830 bis um 1900 wandelte sich Berchum aber immer mehr vom Bauerndorf zum Industriearbeiterdorf und zum reinen Wohnort um 1980. Ein Standesamt gab es seit 1887 in der Gemeinde. Bei der Volkszählung von 1933 hatte Berchum 725 Einwohner. Bevor Berchum am 1. Januar 1975 ein Stadtteil von Hagen wurde, war der Ort eine Gemeinde im Amt Ergste im Kreis Iserlohn mit 1.439 Einwohnern (1967). Heute gehört Berchum zum statistischen Bezirk Lennetal im Stadtbezirk Hohenlimburg.
Am 31. Dezember 2018 hatte der Wohnbezirk Berchum (mit Tiefendorf) in 459 Wohnhäusern mit 729 Haushaltungen 1589 Einwohner.
Der Turnverein Berchum wurde 1885 gegründet und die Freiwillige Feuerwehr Berchum 1912. Der Männergesangsverein MGV Berchum 1945. Das Golfgelände des Märkischen Golfclubs Hagen in der landschaftlich reizvollen Lage zwischen Berchum und Tiefendorf wurde in den Jahren 1967 bis 1970 angelegt.
Am Ortsende befand sich bis September 2017 die Jugendbildungsstätte Berchum der Evangelischen Schülerinnen- und Schülerarbeit in Westfalen (esw). Die Einrichtung besaß 146 Betten, die auf drei Häuser verteilt sind. Das Hauptgebäude ist nach Kurt Gerstein benannt. Das Haus wartet noch auf eine neue Nutzung.

### Wappen

Banner der ehem. Gemeinde Berchum

| Wappen der ehemaligen Gemeinde Berchum, Kreis Iserlohn | Blasonierung: „In Silber (Weiß) über einem roten Dreiberg, ein rotes fünfspeichiges Rad.“ |
| Wappen der ehemaligen Gemeinde Berchum, Kreis Iserlohn | Wappenbegründung: Das Wappen wurde am 30. September 1966 vom nordrhein-westfälischen Innenminister genehmigt. Das Rad entstammt dem Wappen der Herren von Berchem; der Dreiberg steht für die Lage der Gemeinde am Rande des Sauerlandes. |